# Harpo Hits!
Harpo Hits! är ett samlingsalbum av den svenska popartisten Harpo, utgivet 1977 på EMI. Skivan finns i två olika versioner med olika låtlistor.

## Låtlista

### 7c 062-35410
Sida A
1. "Honolulu" – 3:00
2. "Sayonara" – 3:33
3. "The World Is a Circus" – 3:38
4. "Teddy Love" – 2:35
5. "Baby Boomerang" – 3:17
6. "Rock 'n' Roll-maskin" – 3:15

Sida B
1. "Moviestar" – 3:22
2. "Motorcycle Mama" – 3:25
3. "Horoscope" – 3:30
4. "Smile" – 3:41
5. "Rock 'n' Roll Clown – 3:50
6. "Dandy" – 3:27
7. "In the Zumzummernight" – 2:54

### 1C 064-35 451
Sida A
1. "Horoscope" – 3:13
2. "The World Is a Circus" – 3:37
3. "Motorcycle Mama – 3:25
4. "Honolulu" – 2:59
5. "Jessica" – 3:27
6. "Rock 'n' Roll Clown – 3:54

Sida B
1. "In the Zum-Zum-Zummernight" – 2:56
2. "Nothing to Hide" – 3:07
3. "Help Me Mama" – 4:27
4. "I Don't Know Why" – 2:50
5. "Moviestar" – 3:21
6. "Smile" – 3:39

## Listplaceringar
| Lista (1976–1977) | Topplacering |
| ----------------- | ------------ |
| Sverige           | 28           |